# Don't Stop (cortometraje)
Don't Stop (2011) es el segundo trabajo profesional del director de cine madrileño Sergio Morcillo. Este cortometraje se crea tras el éxito y aceptación de Bloody Mirrors, primera colaboración entre su productora Vicent Films y la web temática Terror Y Nada Más. El guion nace de una idea entre Antonio Reverte (productor) y Sergio Morcillo, que después desarrollarían junto a Joan LaFulla (aficionado al horror y webmaster de la web de críticas de cine de terror Almas Oscuras). El corto fue apadrinado por Ángel Sala (director del Festival Internacional de Cinema Fantàstic de Catalunya), y su estreno se realizó en Alcalá de Henares a través de Terror Club, congregando a más de 200 personas entre público, actores y críticos de cine.

## Argumento
Las hermanas Miriam y Sandra, acompañadas de John, el novio de esta última, viajan por carreteras secundarias para conocer el viejo caserón que su difunto abuelo les ha dejado en herencia. Al llegar a su destino se encontrarán con la desagradable sorpresa de que la casa está habitada por una extraña familia de cazadores que afirman ser los propietarios legítimos de la misma. La noche se cierra y los jóvenes estarán dispuestos a descubrir el terrorífico secreto que esconde la herencia de su abuelo.

## Festivales
El paseo por festivales como el International Fantastic Short Film Festival - SHOTS o Navidades Sangrientas (Alicante) hizo que Don´t Stop ganara dos premios al mejor cortometraje: Premio del Público (Navidades Sangrientas 2011), y Premio del jurado (Amics Mutats de Llobregat). Aparte de estos, fue seleccionado en mayo de 2012 para proyectarse en el Festival de Cine de Terror de Lloret del Mar (Festerror), y en el que el director y el equipo de su nuevo trabajo Tus gritos me dan risa presentaron un teaser a la prensa como primicia de este nuevo proyecto.